# Типаса (покрајина)
Типаса (арап. ولاية تيبازة), једна је од 48 покрајина у Народној Демократској Републици Алжир. Покрајина се налази у северном делу земље у приобалном појасу уз Средоземно море.
Покрајина Типаса покрива укупну површину од 2.166 km² и има 617.661 становника (подаци из 2008. године). Највећи град и административни центар покрајине је град Типаса.